# Armageddon - Les Effets Speciaux
Armageddon - Les Effets Speciaux was van 16 maart 2002 tot en met 31 maart 2019 een speciale effectenshow in het Franse attractiepark Walt Disney Studios Park en stond in het themagebied Backlot.
De show was gebaseerd op de film Armageddon uit 1998. De show bestond uit een voorshow, waarin een film werd gedraaid. Vervolgens werden bezoekers naar de hoofdshow geleid, waarin een show met behulp van speciale effecten werd gepresenteerd, waaronder nevel- en vuureffecten. De gehele show duurde 22 minuten en er was per show plaats voor maximaal 170 bezoekers.
Disneyland Paris · Lijst van attracties in Walt Disney Studios Park · afbeeldingen